# Portugalia la Jocurile Olimpice de vară din 2016
Portugalia a participat la Jocurile Olimpice de vară din 2016 de la Rio de Janeiro în perioada 5 – 21 august 2016, cu o delegație de 92 de sportivi, care a concurat în 16 sporturi. Comitetul Olimpic Portughez stabilise ca obiectiv obținerea a două medalie. Cu o singură medalie de bronz, Portugalia s-a aflat pe locul 78 în clasamentul final.

## Participanți
Delegația portugheză a cuprins 92 de sportivi: 62 de bărbați și 30 femei (rezervele la fotbal nu sunt incluse). Cel mai tânăr atlet din delegație a fost fotbalistul João Virginia (17 ani), cel mai bătrân a fost trăgătorul de tir João Costa (51 de ani).
| Sport         | Masculin | Feminin | Total |
| ------------- | -------- | ------- | ----- |
| Atletism      | 8        | 16      | 24    |
| Badminton     | 1        | 1       | 2     |
| Caiac canoe   | 6        | 2       | 8     |
| Ciclism       | 6        | 0       | 6     |
| Echitație     | 0        | 1       | 1     |
| Fotbal        | 18       | 0       | 18    |
| Golf          | 2        | 0       | 2     |
| Gimnastică    | 1        | 2       | 3     |
| Judo          | 4        | 2       | 6     |
| Natație       | 2        | 3       | 5     |
| Navigație     | 4        | 1       | 5     |
| Taekwondo     | 1        | 0       | 1     |
| Tenis         | 2        | 0       | 2     |
| Tenis de masă | 3        | 2       | 5     |
| Tir           | 1        | 0       | 1     |
| Triatlon      | 3        | 0       | 3     |
| Total         | 62       | 30      | 92    |

## Medaliați
| Medalie | Nume           | Sport | Probă         | Dată     |
| ------- | -------------- | ----- | ------------- | -------- |
| Bronz   | Telma Monteiro | Judo  | 57 kg feminin | 8 august |

## Natație
| Sportiv             | Probă      | Calificări | Calificări | Semifinale | Semifinale | Finală       | Finală       |
| Sportiv             | Probă      | Timp       | Loc        | Timp       | Loc        | Timp         | Loc          |
| ------------------- | ---------- | ---------- | ---------- | ---------- | ---------- | ------------ | ------------ |
| Victoria Kaminskaya | 400 m mixt | 4:46,03    | 28         | N/A        | N/A        | Nu a avansat | Nu a avansat |

| Sportiv       | Probă      | Calificări | Calificări | Semifinale | Semifinale | Finală       | Finală       |
| Sportiv       | Probă      | Timp       | Loc        | Timp       | Loc        | Timp         | Loc          |
| ------------- | ---------- | ---------- | ---------- | ---------- | ---------- | ------------ | ------------ |
| Alexis Santos | 400 m mixt | 4:15,84 RN | 14         | N/A        | N/A        | Nu a avansat | Nu a avansat |